# Pădurea (okręg Alba)
Pădurea – wieś w Rumunii, w okręgu Alba, w gminie Meteș. W 2011 roku liczyła 26 mieszkańców.